# Viveik Kalra
Vivek-Hans Sain Kalra (Windsor y Maidenhead, 1998), más conocido como Viveik Kalra ( /vɪˈvɛk_ˈkɑːlrə/), es un actor británico de ascendencia india. Principalmente conocido por su papel de Javed Khan en la película británica Blinded by the Light de 2019, dirigida por Gurinder Chadha.

## Biografía
Viveik Kalra nació en Windsor y Maidenhead (una autoridad unitaria al oeste de Londres) en el condado de Berkshire en Inglaterra, su padre es de origen indio nacido en Gran Bretaña y su madre es india. Se crio en Windsor, donde se convirtió en fanático de las películas indias y del hip hop estadounidense. Estaba en su primer año en la Real Escuela Galesa de Música y Teatro en Cardiff en 2018 cuando abandonó los estudios después de ser elegido para interpretar su primer papel.
Su primer trabajo fue en la miniserie Next of Kin de la cadena de televisión ITV en 2018, fue seleccionado después de que envió una audición en video. En 2019, también protagonizó otra miniserie de ITV, el drama histórico Beecham House de Gurinder Chadha. Fue elegido para interpretar el papel de Javed Khan en Blinded by the Light, su papel es sobre un adolescente británico-paquistaní y está inspirada en la vida del periodista Sarfraz Manzoor y su amor por las obras de Bruce Springsteen, la película está ambientada en 1987, fue elegido después de cantar Born to Run en la audición. Por su papel de Javed, fue nominado para el premio al Mejor Actor en el Festival Internacional de Cine de Seattle de 2019.
En 2021 Interpretó a Peter en la película de ciencia ficción Voyagers, junto a actores como Tye Sheridan, Fionn Whitehead, Colin Farrell y Lily-Rose Depp. En el 2022 interpretó el interés amoroso de Troye Sivan en la película de comedia dramática estadounidense Three Months.
En 2023, fue seleccionado para coprotagonizar, junto con la superestrella india Shruti Haasan, la película de comedia romántica intercultural titulada Chennai Story, dirigida por el director galés Philip John.

## Filmografía
| Año  | Título                         | Papel          | Notas         | Ref.   |
| ---- | ------------------------------ | -------------- | ------------- | ------ |
| 2018 | Next of Kin                    | Danish Shirani | Miniserie     |        |
| 2019 | Beecham House                  | Baadal         | Miniserie     |        |
| 2019 | Blinded by the Light           | Javed Khan     | Película      | [ 11 ] |
| 2021 | Voyagers                       | Peter          | Película      | [ 13 ] |
| 2022 | Three Months                   | Estha          | Película      | [ 14 ] |
| 2023 | Lift: un robo de primera clase | Luke           | Película      | [ 16 ] |
| 2024 | Down, Down, Down               | Gabe           | Cortometraje  |        |
| TBA  | Chennai Story                  | Nikhil         | Posproducción | [ 15 ] |